# Tomosvaryella shaoshanensis
Tomosvaryella shaoshanensis är en tvåvingeart som beskrevs av Yang och Xu 1998. Tomosvaryella shaoshanensis ingår i släktet Tomosvaryella och familjen ögonflugor. Inga underarter finns listade i Catalogue of Life.